# Pegunungan Muller
Pegunungan Muller är en bergskedja i Indonesien. Den ligger i den nordvästra delen av landet, 1 100 km nordost om huvudstaden Jakarta.
Pegunungan Muller sträcker sig 88 km i sydvästlig-nordostlig riktning. Den högsta punkten är 1 705 meter över havet.
Topografiskt ingår följande toppar i Pegunungan Muller:
- Bukit Terata
- Gunung Batu Sambang
- Gunung Liyang
- Gunung Sapun